# Baniéré Koré
Baniéré Koré è un comune rurale del Mali facente parte del circondario di Nioro du Sahel, nella regione di Kayes.
Il comune è composto da 15 nuclei abitati:
- Baniéré Koré
- Boubacar Dabaye
- Bouyanga
- Farrah
- Hamdallaye
- Hounoukourou Dabaye
- Kaïtané
- Koïra
- M'beguede
- Maharade
- Maïmoré Maure
- Mouzerigue Ould Ahmed
- Mouzerigue Ould Mounoune
- Rizzi
- Soubeïbara